# Wasilij Szygalow
Wasilij Iwanowicz Szygalow (ur. 3 kwietnia?/15 kwietnia 1896 w Kirżaczu, zm. 23 sierpnia 1942) – funkcjonariusz radzieckich organów bezpieczeństwa, jeden z organizatorów zbrodni katyńskiej.
Skończył 3 klasy szkoły parafialnej, pracował jako szewc, od listopada 1917 do stycznia 1918 był czerwonogwardzistą powiatowego komisariatu wojskowego w Kirżaczu, później strzelcem karabinu maszynowego 3 Rewolucyjnego Oddziału Internacjonalistycznego przy Głównym Sztabie Czerwonej Gwardii w Moskwie. Od listopada 1919 należał do RKP(b), od 1920 pracował w organach Czeki. W 1936 zastępca szefa oddziału przyjęć aresztowanych komendantury Zarządu Administracyjno-Gospodarczego (AChU) NKWD ZSRR, funkcjonariusz do zadań specjalnych wydziału komendanckiego AChU NKWD ZSRR. 11 kwietnia 1936 mianowany młodszym porucznikiem, 20 grudnia 1936 porucznikiem, 7 lipca 1937 starszym porucznikiem, a 17 marca 1940 kapitanem bezpieczeństwa państwowego. Wiosną 1940 współorganizował masowy mord na polskich jeńcach i więźniach obozów w Kozielsku, Ostaszkowie i Starobielsku, za co 26 października 1940 ludowy komisarz spraw wewnętrznych ZSRR Ławrientij Beria przyznał mu nagrodę pieniężną.

## Odznaczenia
- Order Czerwonego Sztandaru (19 grudnia 1937)
- Order Czerwonej Gwiazdy (28 listopada 1936)
- Order „Znak Honoru” (26 kwietnia 1940)
- Odznaka "Zasłużony funkcjonariusz Czeki/GPU (XV)" (20 grudnia 1932)